# 809

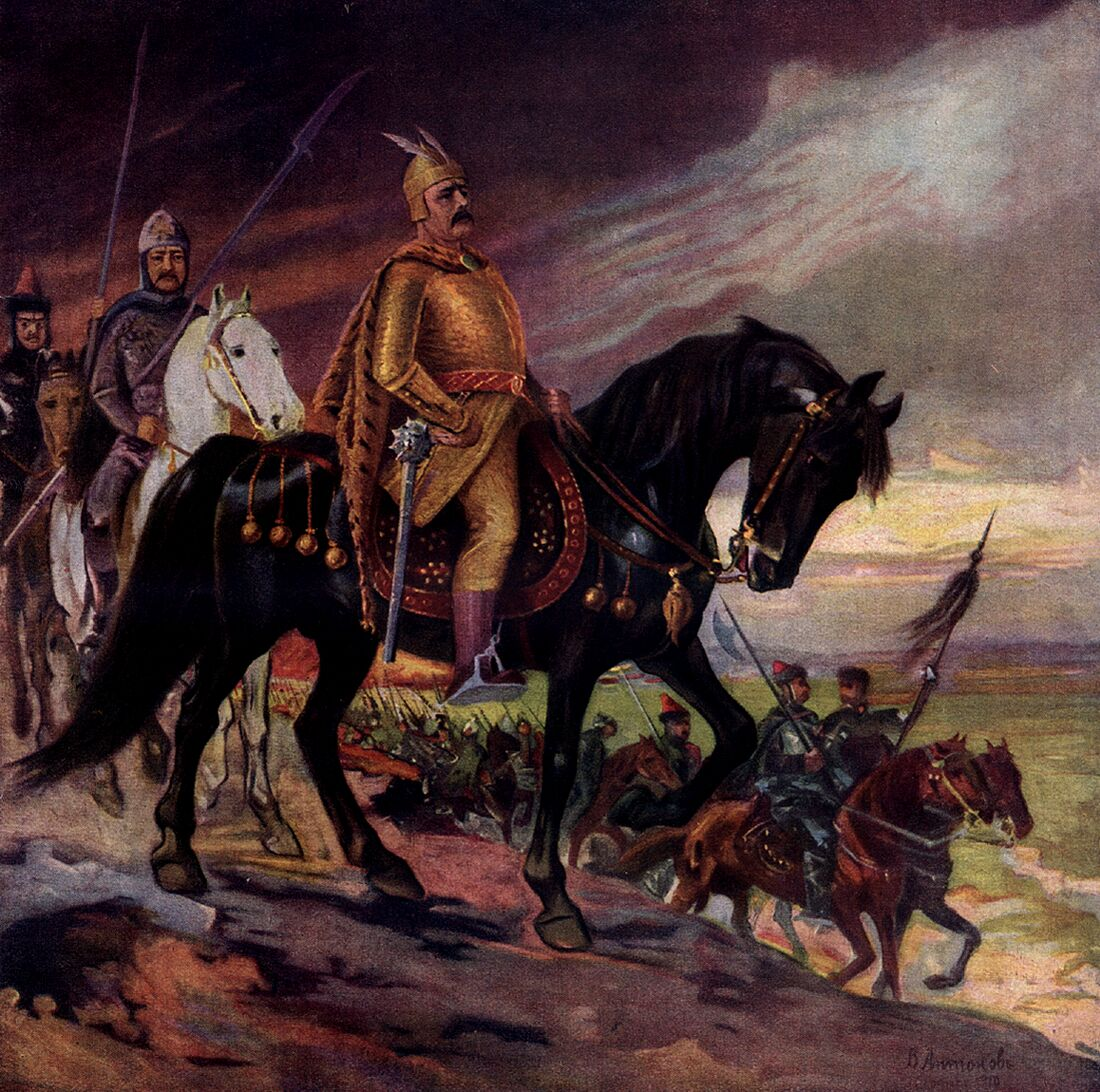
Kroem verovert Serdica (huidige Sofia)

Het jaar 809 is het 9e jaar in de 9e eeuw volgens de christelijke jaartelling.

## Gebeurtenissen

### Byzantijnse Rijk
- De Bulgaren onder aanvoering van Kroem veroveren de Byzantijnse vestingstad Serdica (huidige Sofia) na een langdurige belegering. Het garnizoen (mogelijk 6000 man) wordt afgeslacht en de stad wordt ingelijfd bij het Bulgaarse Rijk. Kroem beheerst hierdoor de noordelijke handelsroute van de Balkan, die loopt langs de Romeinse Via Militaris vanaf Singidunum tot aan Constantinopel.

### Europa
- Keizer Karel de Grote stuurt een Frankisch leger onder bevel van zijn zoon Karel de Jongere naar de Deense grens (Danevirke) om zijn bondgenoten de Abodriten bij te staan in hun strijd tegen koning Gudfred.
- Karel de Grote stuurt een delegatie naar een Frankisch-Deense vredesconferentie in Beidenfleth aan de rivier de Stör. Tijdens de onderhandelingen kunnen beide partijen niet tot een vredesakkoord komen.
- Een Byzantijnse vloot valt de Frankische haven Comacchio (ten zuiden van Venetië), gelegen aan de toenmalige Po-monding, aan, maar wordt vernietigend verslagen.
- Aznar I Galíndez (809 - 820) volgt Aureolus op als markgraaf van Aragón (huidige Spanje).

### Arabische Rijk
- Byzantijns-Arabische Oorlog: Na een langdurige belegering veroveren Arabische troepen onder bevel van kalief Haroen al-Rashid de Byzantijnse stad Myra (Anatolië).
- 24 maart - Haroen al-Rashid overlijdt na een regeerperiode van 23 jaar. Hij wordt opgevolgd door zijn zoon Al-Amin als heerser van het kalifaat van de Abbasiden.
- Aboe Noewas, een Arabisch dichter, keert na zijn verbanning naar Egypte terug in Bagdad. Hij wordt bekend om zijn gedichten en wijnliederen met jachtscènes.

### Japan
- Keizer Heizei doet (vanwege ziekte) afstand van de troon ten gunste van zijn jongere broer Saga. Hij volgt hem op als de 52e keizer van Japan.

### Religie
- Karel de Grote benoemt Amalarius tot aartsbisschop van Trier.
- De resten van de heilige Tryphon van Campsada worden overgebracht naar Kotor (Dalmatië).

- Eerste vermelding van Coesfeld (huidige Noordrijn-Westfalen).

## Geboren
- Jing Zong, keizer van het Chinese Keizerrijk (overleden 827)
- Wen Zong, keizer van het Chinese Keizerrijk (overleden 840)

## Overleden
- Aureolus van Aragón, Frankisch markgraaf
- 24 maart - Haroen al-Rashid, Arabisch kalief
- 26 maart - Liudger (67), Frankisch missionaris